# Dedina Mládeže
Dedina Mládeže (maďarsky Ifjúságfalva) je obec na Slovensku, v okrese Komárno. Leží poblíž soutoku Malého Dunaje a Váhu. Obec je známá jako nejmladší na Slovensku, založena byla v roce 1949. V roce 2023 zde žilo 424 obyvatel.

## Historie
Založení obce je datováno na 4. dubna 1949 v močálové pustině Dögös 5 km severně od Kolárova. V roce 1954 se osamostatnila. Katastrální území obce bylo vyčleněno z obcí Kolárovo, Komoča, Neded a Zemné. Stavba vesnice byla jednou z prvních tzv. staveb mládeže. Dobrovolníci z ČSM území budoucí vesnice odvodnili; zprvu bydleli brigádníci v provizorní ubytovně, od roku 1951 se začaly stavět soukromé domy. Obec byla koncipována jako příklad nového venkova, domy jsou typizované, ulice tvoří pravé úhly. 
16. listopadu 1949 zde bylo založeno zemědělské družstvo, dnes pod názvem Agroreal, a. s. Věnovalo se mimo jiné experimentálnímu pěstování rýže. V obci není kostel, nachází se zde ovšem funkční mateřská škola, nebo dětský domov, v budoucnu se navíc plánuje výstavba domova pro seniory.

## Doprava
Dedina Mládeže je spojena autobusovou linkou s Kolárovem, železnice do obce nevede, nejbližší stanice se nachází v 8 kilometrů vzdáleném Nededu.

## Památky

### Kulturní dům
- Dvoupodlažní stavba půdorysu písmena T, vystavěná ve stylu socialistického realismu, v roce 1952[5]. Celá stavba byla vybudována svépomocí, přičiněním obyvatel obce, nedlouho po založení obce v roce 1949. Objekt dominuje čtvercovému náměstí s ostatními veřejnými budovami v centru obce. Střední, zvýšená část budovy, je postavená na trojosovém portiku a ukončená výraznou korunní římsou s prolamovaným štítem. Boční křídla budovy mají zdvojená okna se segmentovanými suprafenestrami. V objektu sídlí obecní úřad a knihovna.

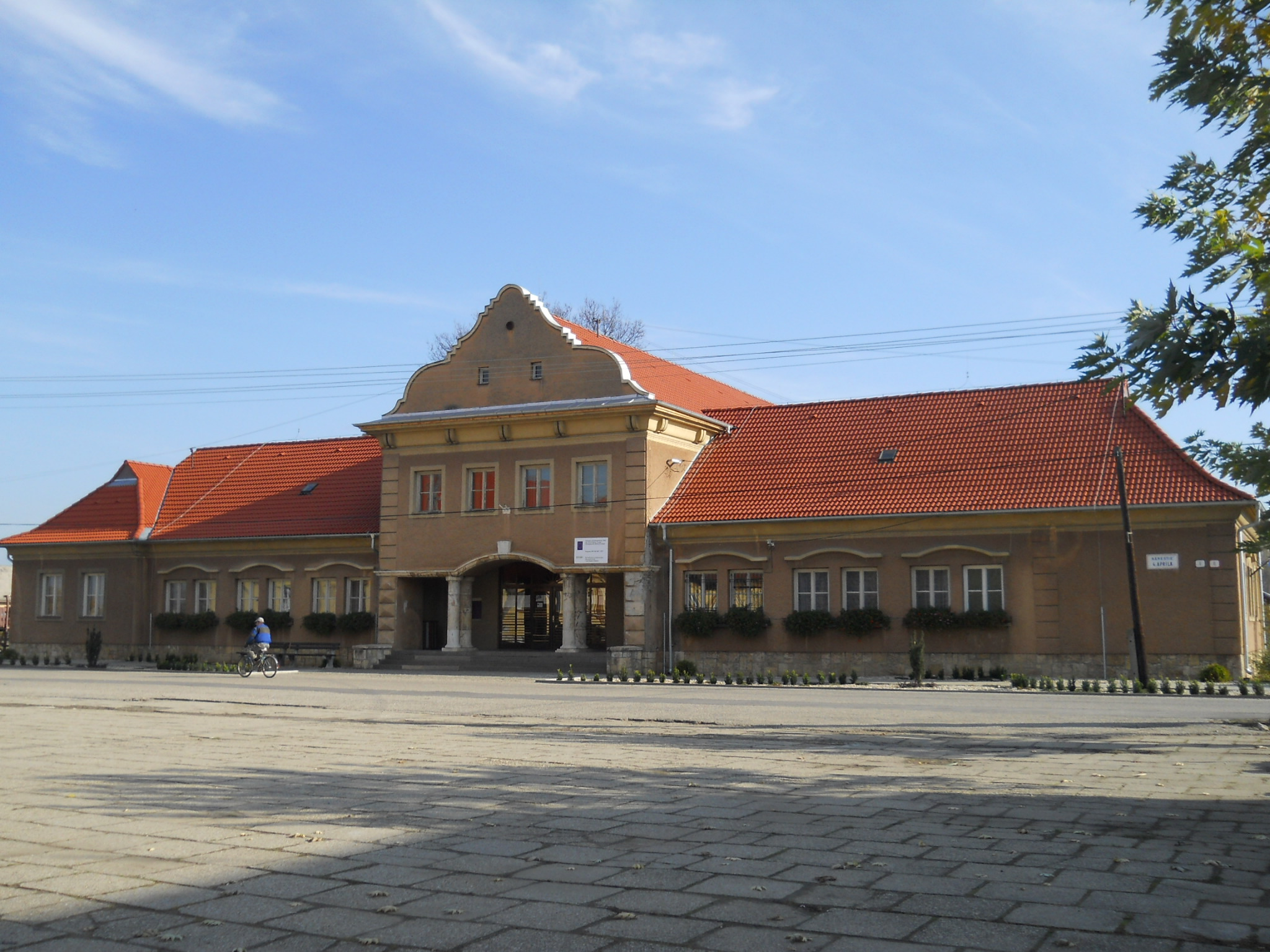
Budova kulturního domu zepředu
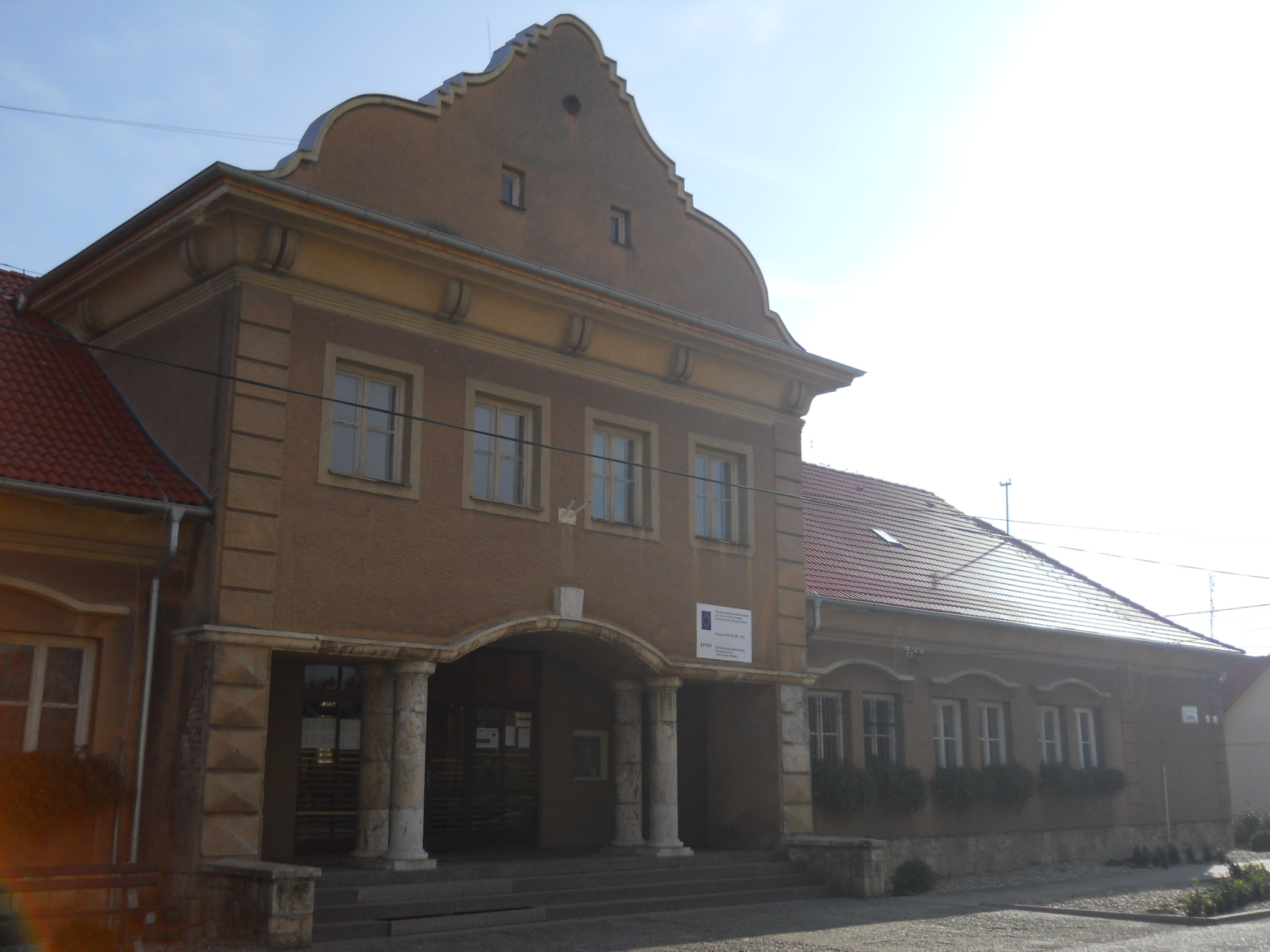
Čelní štít
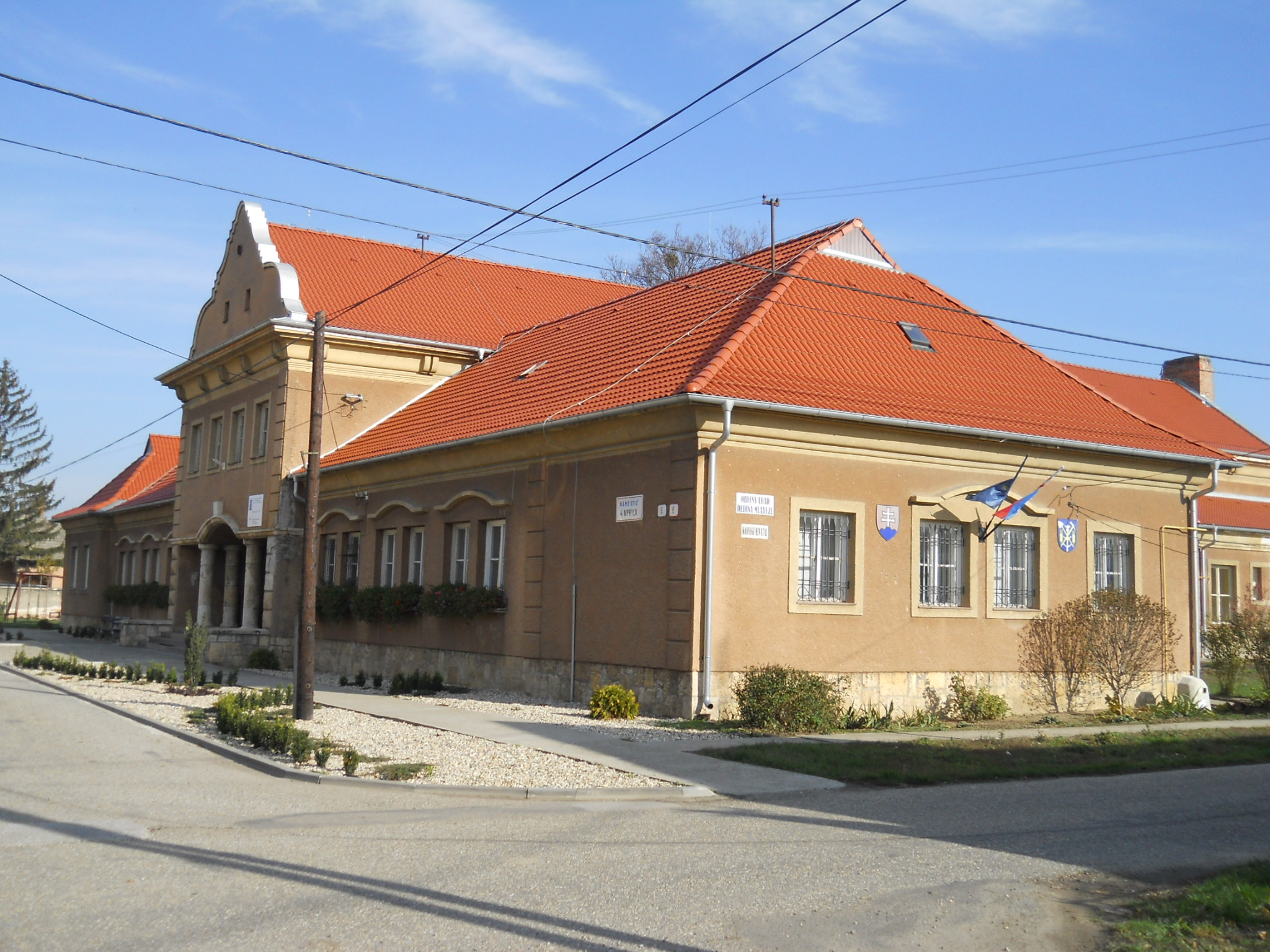
Budova z boku

## Části obce
- Dedina Mládeže
- Malý Ostrov - rozptýlená vesnice severně od obce